# Тапаский район
Тапаский район — административно-территориальная единица в составе Эстонской ССР, существовавшая в 1950—1962 годах. Центр — Тапа. Население по переписи 1959 года составляло 23,1 тыс. чел. Площадь района в 1955 году составляла 1278,2 км².

## История
Тапаский район был образован в 1950 году, когда уездное деление в Эстонской ССР было заменено районным. В 1952 году район был включён в состав Таллинской области, но уже в апреле 1953 года в результате упразднения областей в Эстонской ССР район был возвращён в республиканское подчинение.
28 марта 1962 года Тапаский район был упразднён, а его территория передана в Пайдеский район.

## Административное деление
В 1955 году район включал 1 город (Тапа), 1 посёлок городского типа (Амбла), 1 курортный посёлок (Аэгвийду) и 10 сельсоветов: Альбуский (центр — Ярва-Мадисе), Амблаский, Араветеский, Аэгвийдуский, Вохвьяский, Кадринаский, Лехтсеский, Пыймаский, Саксиский, Янедаский (центр — Пирсу).